# Burson
Burson (wcześniej działający w Polsce jako Hill & Knowlton) – globalna agencja public relations i public affairs z siedzibą w Nowym Jorku zatrudniająca około 6000 pracowników w 76 biurach w 42 państwach. Firma powstała 1 lipca 2024 roku w wyniku decyzji WPP o połączeniu Burson Cohn & Wolf (BCW) z Hill & Knowlton (H&K).
Burson specjalizuje się w kompleksowej obsłudze procesów komunikacji (w szczególności korporacyjnej i instytucjonalnej), prowadzeniu działań public relations i public affairs, doradztwie strategicznym i zarządzaniu kryzysowym w zakresie ochrony reputacji przedsiębiorstw i marek.

## Historia
Harold Burson założył w 1952 roku firmę Burson-Marsteller wspólnie z Williamem Marstellerem. W ciągu następnych 35 lat agencja stała się jedną z największych firm public relations na świecie, rywalizując m.in. z Hill & Knowlton. Harold Burson jako praktyk PR dał początek koncepcji zintegrowanej komunikacji marketingowej, która stała się branżowym standardem.

## Biuro w Polsce
Firma działa w Warszawie (od stycznia 2012 do listopada 2023 jako Hill+Knowlton Strategies, od 1998 jako Feedback / Hill & Knowlton) i zatrudnia ponad 50 pracowników. Jest jednym z inicjatorów powstania Związku Firm Public Relations, do którego należy od 2001 roku. Od 2 lipca 2012 roku polskim oddziałem firmy kieruje Grzegorz Szczepański.
Nagrodzona tytułem Agencji PR Roku 2023 przez Media i Marketing Polska oraz tytułem „2021 Central & Eastern European Consultancy of the Year” w konkursie SABRE Awards.